# ヤマハ・DXシリーズ
DXシリーズ（ディーエックス・シリーズ）はヤマハから発売されてきたシンセサイザーの型番・商品名。
この他、DXシリーズの音源を用いたラックマウントタイプの音源モジュールとして、TXシリーズが存在する。

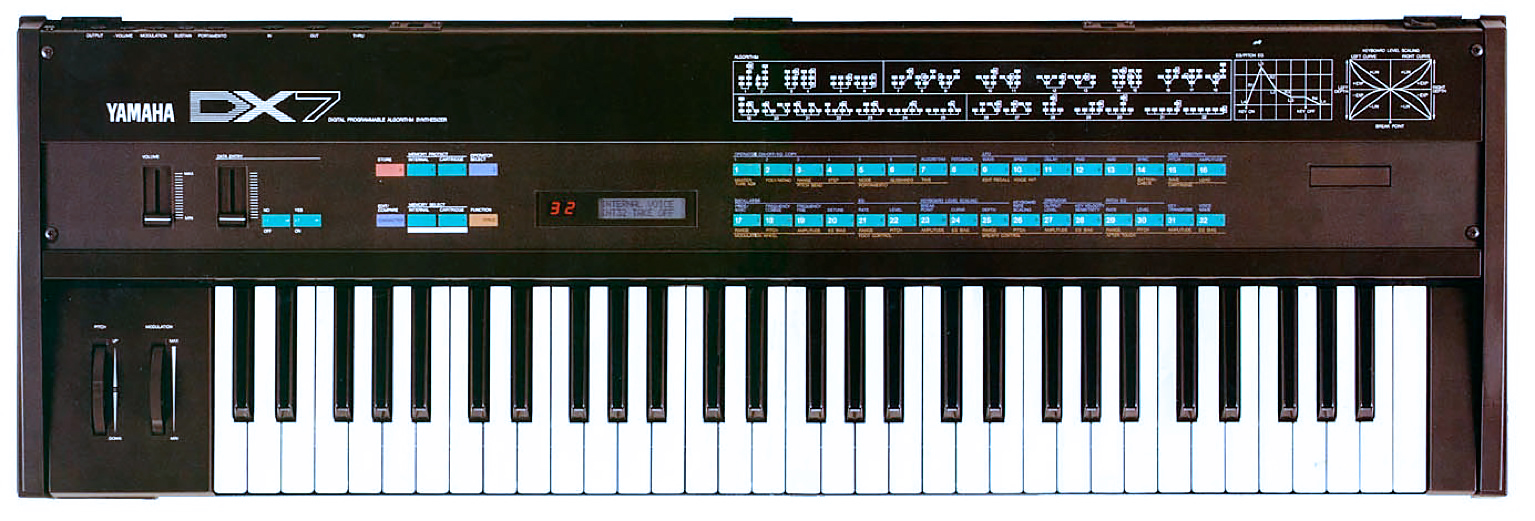
YAMAHA DX7

## 概要
同シリーズはFM音源が採用されたデジタルシンセサイザーであり、FM音源の特徴である非整数次倍音を活用することできらびやかな音色や金属的な音色、打楽器系の音色など旧来のアナログ音源が苦手とした音色を出せることが特徴であった。さらにフルデジタル構成の利点として「作成した音色データの保存・再現が簡単に可能」「いち早くMIDI端子を装備し、容易に他のデジタル楽器と組み合わせることが可能」とアナログシンセサイザーからは革命的な進化を遂げ、1980年代中頃の音楽シーンをリードした。
特にきらびやかで新鮮なエレクトリックピアノのサウンドは、それまでの主流であったローズ・ピアノに対して小型であることも含め、そのシェアを奪うまでのものとなった。また、デジタルならではの硬質なベース・サウンドも一世を風靡して、1990年代のハウス・ミュージックではDXシリーズの“ピックベース”のパッチが定番音色として用いられた。

## 歴史
FM音源方式はアメリカのスタンフォード大学で開発されたもので、これにいち早く目をつけたヤマハは1973年にライセンスに関しての独占契約を結ぶ。試作モデルでは基板のサイズや機能面が障害となったが、1980年代の半導体技術の進歩により解決できた。1981年にはメーカーで音色がプリセットされユーザー自身による音色変更が不可能な4オペレータの音源がGS1という高価な機種などに採用され、エディットが可能なDXシリーズへ続く。
DXシリーズのプロトタイプは「PAMS」という試作機で、多数のスライダーやダイヤルが並ぶパネルと膨大なパラメータで音色操作の自由度を高める設計であったが、変調を正弦波のみに限定したり、32種のアルゴリズムなどが採用されたりと、正式な商品化のために整理簡略化が行われている。初期DXシリーズ（DX7、DX9、DX1、DX5）の試作モデルの開発コードは「DX〇〇」だったが、製品名にもこれが引き継がれている。

## シリーズのモデル

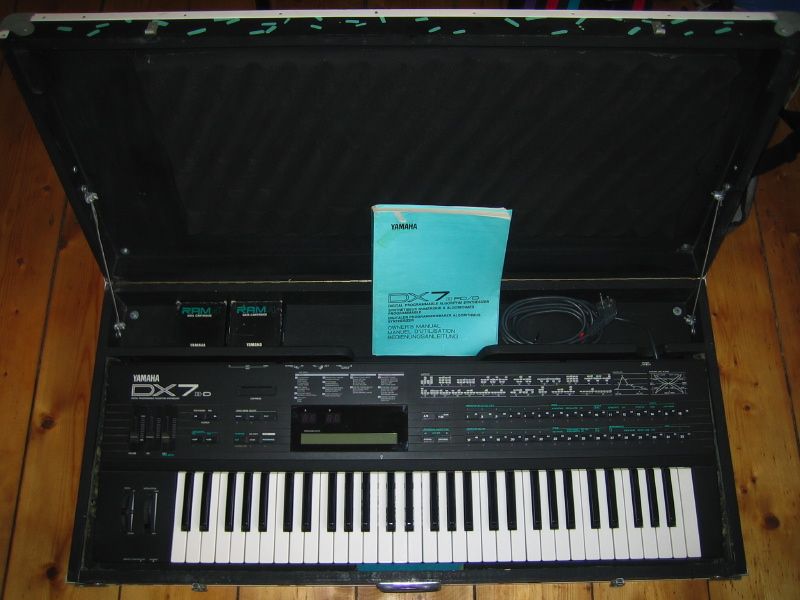
DX7II-D

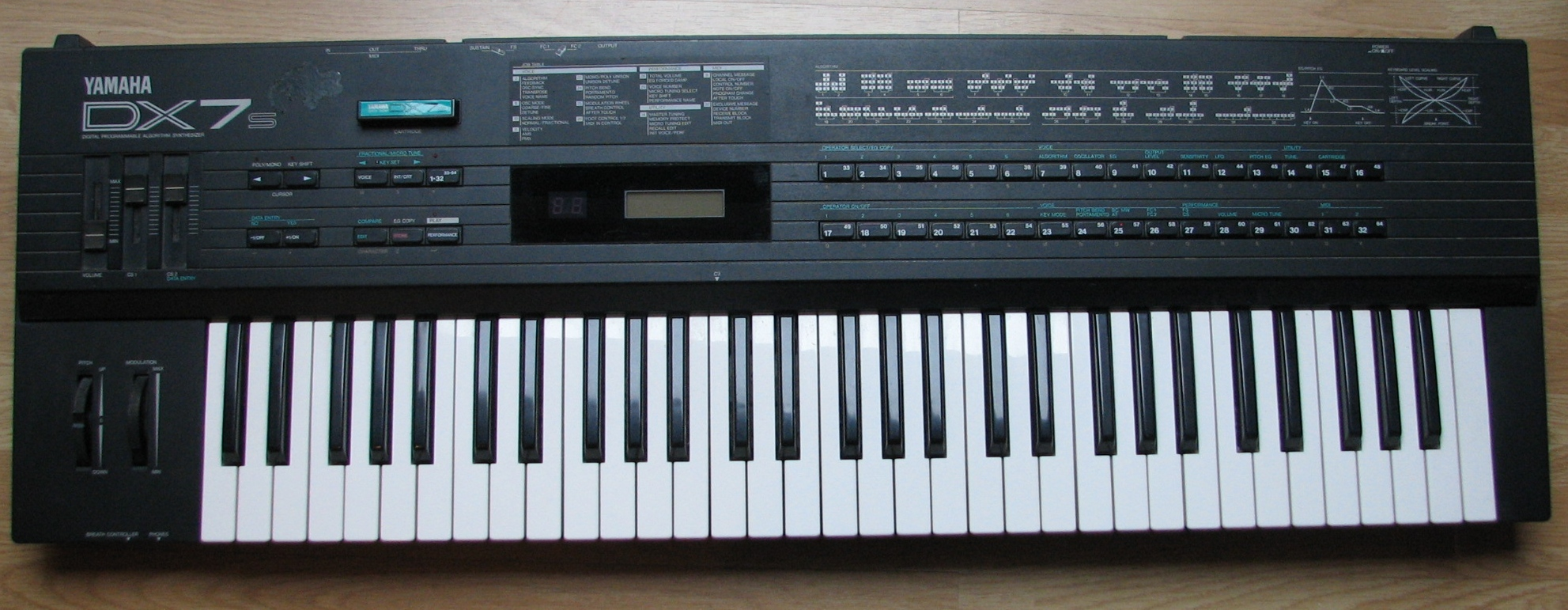
DX7S

DX7
1983年5月に発売。世界初のフルデジタルシンセサイザーとして登場した、61鍵、6オペレータ32アルゴリズムのFM音源を採用。最大同時発音数は16音と、当時の主流である6 - 8音程度のモデルと比較して飛躍的に増加した。
「歴史的」「世界的」な名機として、1980年代当時の音楽シーンに一大シンセサイザーブームを巻き起こしたシンセサイザーで、本体中央部には液晶ディスプレイを配置し、音色の名前表示やエディット中のパラメータを指定し数値で確認するといった、現在では当然のような機能を実現していた。鍵盤には“FS鍵盤”と呼ばれる、プラスチックとバネと錘で構成されたセミウェイト鍵盤をシンセサイザーで初めて採用し、打鍵の強弱のつけやすさも追求された。このFS鍵盤は、後にMOTIF ESまで20年間採用され続けるロングセラーとなった。また、内蔵メモリー以外にも専用ROMカートリッジをスロットに挿入することで、外部からの音色の呼び出しが可能となっており、メーカー純正（発売元は財団法人ヤマハ音楽振興会）のVoice ROM（全12種類）やリットーミュージック等の音楽出版社から、坂本龍一や向谷実など本機を使用するミュージシャンが音色の監修をしたROMも販売された。
アナログシンセの音源では出ないブライトな音色は得意とした一方、逆にアナログ音源のような分厚い迫力のある音色を苦手とし、ミニモーグのように演奏中にリアルタイムでパラメーターを変更を加えるといったことは事実上不可能だった。ただし、それらを補う優秀なタッチレスポンスによる音色変化を装備し、モジュール版であるTX7をMIDIで繋げることで、DX1/DX5と同等なサウンドと機能などを実現できた。
本機で作成した音色データの保存には専用RAMカートリッジの「RAM1」を使用する。品番上はRAMを銘打っているが内蔵メモリにはEEPROMが用いられ、DX7本体に装着され電圧が印加されているときはRAMとして、そうでないときはROMとしてそれぞれ機能する。RAM1は後述のRAM4とは異なりデータ保持に電池を必要とせず、RAM1および専用ROMカートリッジ装着時の同時発音数は、通常時の2倍の32音となる。その一方、パラメーターの膨大さからユーザーによるエディットで満足の行く結果を得られない場合も多く、結果としてプリセット音を流用することで似たような音色が氾濫し、音色の没個性化を招く結果にもなった。
規格が誕生して間もないMIDIに対応したことで、音源部を持たない同社のショルダーキーボード、KX1/KX5と繋げた使い方なども提示された。当時としては画期的な仕様ながら24万8千円と低価格だったため、アマチュアからプロシーンの幅広い場面で一躍ヒットモデルとなった。爆発的な大ヒットモデルとなったこと、「音色メモリー数の増加」「液晶表示部へのバックライトの装備」「イニシャルタッチ幅のフルスケール（128段階）化」などの要望が増えたことに伴い、サードパーティ製の改造用キットも数多く発売され、ヤマハ本体からもMSX仕様のミュージックPCである「CX5」や、PC画面上で音色がエディットできるヴォイシングプログラムROM「YRM-13」が発売された。
本モデルの成功は同業の他社メーカーを刺激し、結果としてデジタルシンセサイザーを急激に一般化させた。このことは低価格帯の電子楽器市場の活性化につながり、後の日本のバンドブームの礎となったことを始め、MIDI接続による電子楽器の使い方やパソコンとの応用の一般化、さらには現在にも続く音楽制作のありかたへの重大なトピックであったことも功績に数えられる。他にも前述のようなROMカートリッジ音源に代表される、「音色が商品になり得る」という概念を作り上げたのも本機の功績のひとつである。
2019年9月3日、未来技術遺産第00284号として登録された。
DX9
1983年5月に発売。同時発売されたDX7の廉価版。筐体が共通ながらイニシャルタッチを省略し、オペレーター部が6から4に減らされたが、エンベロープは6オペレーターモデル同様の方式で設定可能だった。上位機DX7のコストパフォーマンスの良さから、価格差がわずか6万円の18万8千円という価格設定が災いし、DX7ほどの人気は得られなかったが、今ではレアなモデル。
DX1
1983年12月に発売。DX7の音源を2系統装備し、73鍵木製鍵盤を装備した最高峰機種。任意の鍵盤で音色を左右に分割（16音+16音）する「スプリットモード」、2種類の音を重ねる「デュアルモード」（16音×2）を装備。後述のDX5と共に、DX7とは音量を操作するアナログ系のパーツに違いを持っており、プロミュージシャンが「DX7とは音が違う」と評価することも多かった。他のDXシリーズより生産数が少なく、また高価で大きく重かったことから、DX7ほど使用されることはなかった。DXシリーズの中で唯一、ポリフォニックアフタータッチを持つ（他の機種はチャンネルアフタータッチのみ）。後にはDXシリーズの最高峰機種としてプレミア化している。
DX5
1985年 5月に発売。DX7の音源（6オペレーター・32アルゴリズム）を2系統にし、鍵盤数を61鍵から76鍵にした機種。64ボイスメモリー・64パフォーマンスメモリーを内蔵。機能的には上記のDX1の後継機種といえる。価格はDX1の3分の1に抑えられていた。DX1同様に他のDXシリーズよりも生産数が少ない。こちらも後に高級機種としてプレミア化している。
DX21
1985年5月発売。当時のアマチュア向けキーボードのプライスゾーンであった13万円台のモデル。4オペレーター・8アルゴリズム×2、8音ポリフォニック、61鍵。「スプリットモード」（4音+4音）、「デュアルモード」（4音×2）を装備。プリセット128音色、ユーザ32音色、パフォーマンスメモリー×32。DXシリーズの中でアナログコーラスエフェクトが搭載されているのは同機とDX27Sのみである。
DX27
1985年12月に発売。DX21から「スプリットモード」「デュアルモード」を省略したモデルである。プリセット192音色、ユーザー24音色。DX100のメイン基板はDX27と共通である。
DX27S
1986年7月発売。DX27のスピーカー内蔵モデル。ラインアウトがステレオ仕様になっているほか、スピーカー・ラインアウトといった音声出力先を切り替えることができる。DXシリーズの中でアナログコーラスエフェクトが搭載されているのはDX21とDX27Sのみである。
DX100
1985年12月に発売。DX27のミニ鍵盤49鍵モデル。ストラップホルダーが付いており、乾電池による駆動にも対応していたため、ショルダーキーボードとしての利用者も多くいた。DX100のメイン基板はDX27と共通である。
DX7II-FD
1986年12月に発売。世界のトップステージでの使用率1位の実績、「歴史的」「世界的」に名機である初代のDX7のFM音源を2系統にした事でDX1、DX5、DX21同様デュアルモードやスプリットモードで演奏が可能な機種。61鍵盤で、ユニゾンでの太い音は、モジュール版といわれるTX802では出せない音である。初代DX7と同価格帯（この20万円台中盤 - 後半の価格は、初代DX7の登場によりプロ・アマ共用シンセのプライスゾーンとなっていた）で発売されたが、音源部の進化と共に、ボディが鉄製からアルミ製に変わり軽量化されていることや世界初のフロッピーディスクドライブ（3.5インチの2DDフロッピーディスク）を搭載したシンセサイザーでもある。MDR機能も内蔵しMIDI機能の充実で音色毎のファンクション設定のメモリー、バックライトの搭載や表示文字数の増加といった液晶表示部の拡張など、大幅な進化をとげている。音色を決定するパラメーターは初代DX7を代表とする6オペレーター・32アルゴリズムFM音源とアッパーコンパチブルとなっている。DX7と同じ人気は得られたが、使用部品の違いから、入力項目としてのパラメーターに互換性があるといっても発音される音が全く同じとは限らず、このことからDX7の後継機種としてのDX7II（その後のSYシリーズなども含む）は単純な代替とはならずそれぞれが共存してゆく結果となった。これは工業製品のカテゴリーが数ある中でも「楽器」独特の事情といえる、また、製作には浅倉大介が関わっていた。なお、本機及び後述のDX7II-Dで作成した音色データの保存には専用RAMカートリッジ（RAM4）を使用し、RAM1やDX7専用ROMカートリッジを使用するにはアダプタ（ADP1）が必要となる。また、RAM4や専用ROMカートリッジの形状はV2専用ROMカートリッジと同一であるが、フォーマットが異なるため、V2専用ROMカートリッジは使用できない。RAM4では、データの保持に内蔵リチウム電池を使用する。
DX7II-D
1986年12月に発売。DX7II-FDからフロッピーディスクドライブのみが省略された廉価版。

DX7S
1987年6月に発売。DX7II-Dの廉価版。デュアルモードを省略したモデルであり、実質的には初代DX7と同等の音源を持つ。ラインアウトはモノラル仕様。ファクトリーリセットには付属のROMカートリッジ又はMIDI経由でファクトリープリセットを読み込ませる必要がある。RAMカートリッジは上記DX7II-D/FDと同様、RAM4を用い、RAM1やDX7専用Voice ROMを使用するにはADP1が必要となる。
DX7II Centennial
1987年に発売。DX7II-FDの鍵盤数を61鍵から76鍵にした機種。IIを省略してDX7 CentennialやCentennialを省略してDX7IICとも呼ばれる。ヤマハ創業100周年記念モデルとして、ヤマハデジタル楽器を代表して100台限定で発売されたモデル。光を蓄えて発光するmoonflightキーボード、プレステージをこめたシルバーヘアラインボディ、24Kゴールドをプレートした豪奢なコントローラーを採用している。鍵盤の右端上に、「Limited Centennial Edition 1887〜1987」と表記されている。機能的には前述のDX1、DX5の直系の後継機種である。希望小売価格は500,000 円(税抜)だった。 
DX11
V2の海外版。「V2」という型番がV2ロケットを連想させるということで、海外向けは型番が変更になったという経緯がある。TX81Zのキーボードタイプ。TX81Zとパフォーマンスを含めて音色の互換性がある。
DX200
2001年に発売。DXシリーズ唯一のモジュール版。LOOP FACTORYシリーズの1つである。PLG150-DX同等の音源部を持つ。FM音源部6オペレーター・32アルゴリズム、16音ポリフォニック。16ステップシーケンサーや「フリーEG」機能を搭載している。リズムセクションはPCM音源。PC向けソフトウェア『DX200 Editor』が付属している。
reface DX
2015年に発売。4オペレーター、8音ポリフォニック、12アルゴリズム32ボイス。HQ(High Quality)MINI鍵盤が採用されておりイニシャルタッチも搭載されている。最大の特徴としては4つオペレーター個々に対してフィードバックが搭載されており、歴代DXより音作りの幅が格段に向上したことや、タッチ＆スライド式の4系統のデータエントリーセクションとLCDの採用によってより視覚的な音作りが可能となったことが挙げられる。そのほか、37鍵ながらもスライド式のオクターブコントローラーを（演奏中に任意で）使用することで88鍵相当の幅広い音域をカバーすることができ、エフェクトもディレイ、リバーブ、ワウなど8種類を2系統で使用可能になっている。本体には2W×2のスピーカーが搭載され、DC電源だけでなく乾電池による使用にも対応している。また、同製品は小室哲哉のキャリアを49枚に集約した作品集「TETSUYA KOMURO ARCHIVES PROFESSIONAL PRODUCTS + Mobile Mini Keyboard reface DX TK Special Edition」として、小室哲哉直筆サイン入りのものが100台限定でmu-mo専売商品として、2019年3月27日にリリースされた。音色も通常のreface DXとは異なり、EOSシリーズのように、小室哲哉用にカスタマイズされたものがプリセットされている。

## DXシリーズの限界
1980年代のシンセサイザーサウンドを牽引したDXシリーズだが、音色作成の難度が高く、アコースティックピアノのシミュレートが苦手という欠点があった。そのため、生楽器のサウンドを録音しておき再生するPCM音源を搭載したシンセサイザーの登場後、そのシェアは次第に縮小していった。
89年に登場したPCM音源とFM音源のハイブリッドである「RCM音源」を搭載したSY77により、ヤマハのシンセサイザーはSYシリーズに移行。2001年には、LOOP FACTORYシリーズ中の一機種としてDX200が登場したが、従来のDXシリーズと異なり、キーボードを持たないモデルであった。
現在でも高品位な鍵盤を持つDXシリーズは、後年の音源モジュールにMIDI接続し、マスターキーボードとして使用されることは珍しくなく、中古楽器店等でも鍵盤の状態が良いものには高値が付くこともある。また、1980年代的な音色が求められる場合に、DXシリーズの音源が用いられることもある。